# Молявко Михайло Олексійович
Михайло Олексійович Молявко (народився 19 січня 1929 в селі Будище Новгород-Сіверського району) — український краєзнавець.
Провідний науковий співробітник Національного університету біоресурсів і природокористування України, доцент, автор 30 винаходів, понад 50 наукових робіт, багатьох історичних дослідницьких книг про Україну.
Відзначений багатьма нагородами. Учасник Великої Вітчизняної війни.